# Passau
Passau (pronunciación en alemán: /ˈpasaʊ̯/ⓘ) es una ciudad en la Baja Baviera, Baviera (Alemania), en la frontera con Austria, donde confluyen los ríos Danubio, Eno e Ilz. Se la llama «la ciudad de los tres ríos» y en un determinado punto de confluencia se puede ver incluso el color cambiante de los tres cauces de agua.
La ciudad tiene una extensión de casi 70 km² y una población de algo más de 50 000 habitantes en 2007 y se divide en tres partes: la Altstadt («ciudad vieja», en la península que forman los ríos Danubio y Eno), la Innstadt («ciudad a orillas del Eno», Inn en alemán) y la Ilzstadt («ciudad a orillas del Ilz»).
Dentro de la catedral de San Esteban es posible escuchar durante el verano conciertos de órgano interpretados en el órgano catedralicio más grande del mundo, con 17 974 tubos y 233 registros. Durante decenas de años, esta catedral de estilo barroco italiano fue la capital cultural del Danubio.

## Historia

### Edad Antigua
Existió una colonia celta durante la cultura de La Tène en donde hoy queda la alcaldía. Luego, la ciudad pasó a ser parte de la provincia romana de Recia. Passau posee reliquias arqueológicas del Imperio romano que datan de 80 a. C., como el Castillo Boiotro.

### Edad Media
En 476, los romanos abandonaron la región y en 739 Passau se convirtió en la residencia oficial del obispo, lo que llevó a Federico Barbarroja a construir el convento de Niedernburg. Desde 1217 la ciudad fue nombrada un Fürstbistum, es decir, que era gobernada por un obispo-príncipe. En 1225 se le concedió el permiso a Passau de llamarse ciudad. 
En la primera mitad del siglo XI, la ciudad ganó prestigio por producir las espadas y armamentos más resistentes de Alemania. Contaba con competencia solo en la lejana ciudad de Solingen. 

### Edad Moderna

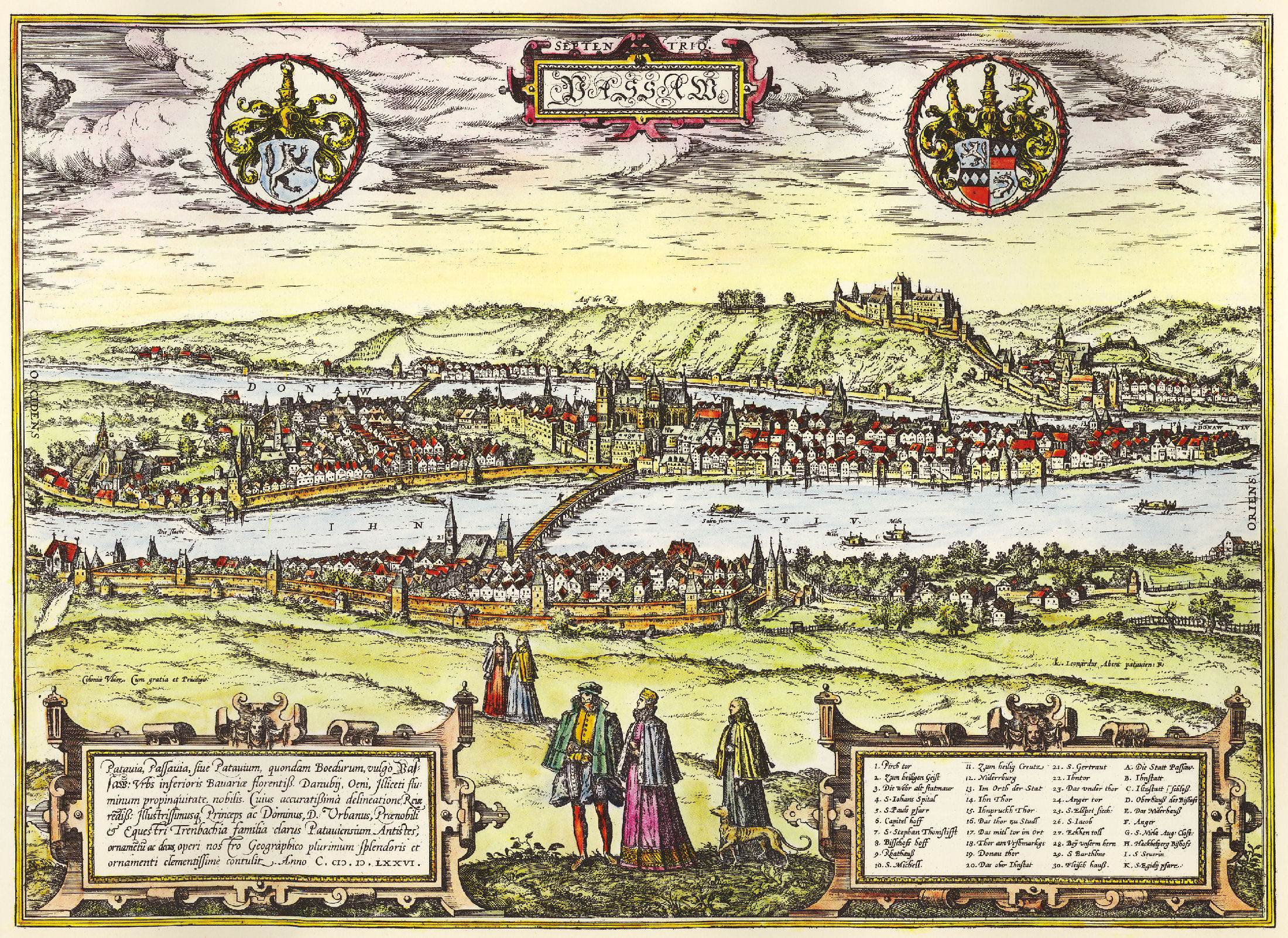
Passau hacia los siglos -

Passau fue el lugar de nacimiento del Ausbund, el libro de cantos protestantes más antiguo y aún usado hoy en día por los amish. Este libro fue creado entre 1535 y 1540 por los así llamados bautistas que se encontraban presos en la fortaleza de la ciudad y que después de su muerte fueron considerados mártires.
Paz de Passau
La Paz de Passau o el Tratado de Passau es un tratado ratificado en 1552 por Carlos V, emperador del Sacro Imperio Romano Germánico, para garantizar la libertad de culto a los protestantes de Alemania.
En el año 1547, Carlos V había ganado la Guerra de Esmalcalda contra los príncipes luteranos. «Muchos príncipes protestantes estaban descontentos con los términos religiosos del Interim de Augsburgo (1548) impuesto tras la derrota. En enero de 1552, liderados por Mauricio de Sajonia, muchos [de ellos] formaron una alianza con Enrique II de Francia en el Tratado de Chambord (1552). A cambio de apoyo financiero francés y asistencia, le prometieron a Enrique tierras al oeste de Alemania. En la consecuente Guerra de príncipes, Carlos V fue llevado fuera de Alemania a Italia por la alianza protestante, mientras que Enrique capturó las fortalezas de Metz, Toul y Verdún.
En agosto de 1552, fatigado por tres décadas de guerra civil religiosa, Carlos V garantizó libertades a los luteranos en la Paz de Passau. La implementación del Interim de Augsburgo fue cancelada. Los príncipes protestantes tomados prisioneros durante la Guerra de Esmalcalda, Juan Federico I de Sajonia y Felipe I de Hesse, fueron liberados.
Destrucción y reconstrucción
En 1662 y 1680 gran parte de la ciudad fue destruida por incendios. Posteriormente fue reconstruida en un estilo barroco por arquitectos italianos. Passau preserva, por eso, una atmósfera mediterránea, distinguiéndose de las demás ciudades de la región por el estilo de sus construcciones, que destacan en medio de las verdes colinas y paisajes exuberantes.

### Edad Contemporánea
Desde 1803 y como consecuencia de las guerras napoleónicas, la ciudad pertenece a Baviera.
Por la proximidad a los tres ríos, Passau ha sufrido varias inundaciones importantes. Una de las peores se registró en 1954. También durante las inundaciones europeas de 2002 Passau volvió a ser víctima de las riadas. La última gran inundación, la de 2013, provocó la segunda mayor altura de las aguas del Danubio registrada en la Historia, con 12,89 m, muy cerca del máximo de 13,2 m registrado en 1501.

## Geografía
Passau es llamada la ciudad de los tres ríos, puesto que en ella confluyen el Eno, cuyas aguas vienen de los Alpes y son de color verde, el Danubio, de agua azul, y el Ilz, cuya agua proveniente de una zona pantanosa es negra. En el lugar en que los ríos confluyen, la diferencia de color de los mismos se hace más notable y resulta incluso curiosa.

## Educación

### Universidad de Passau

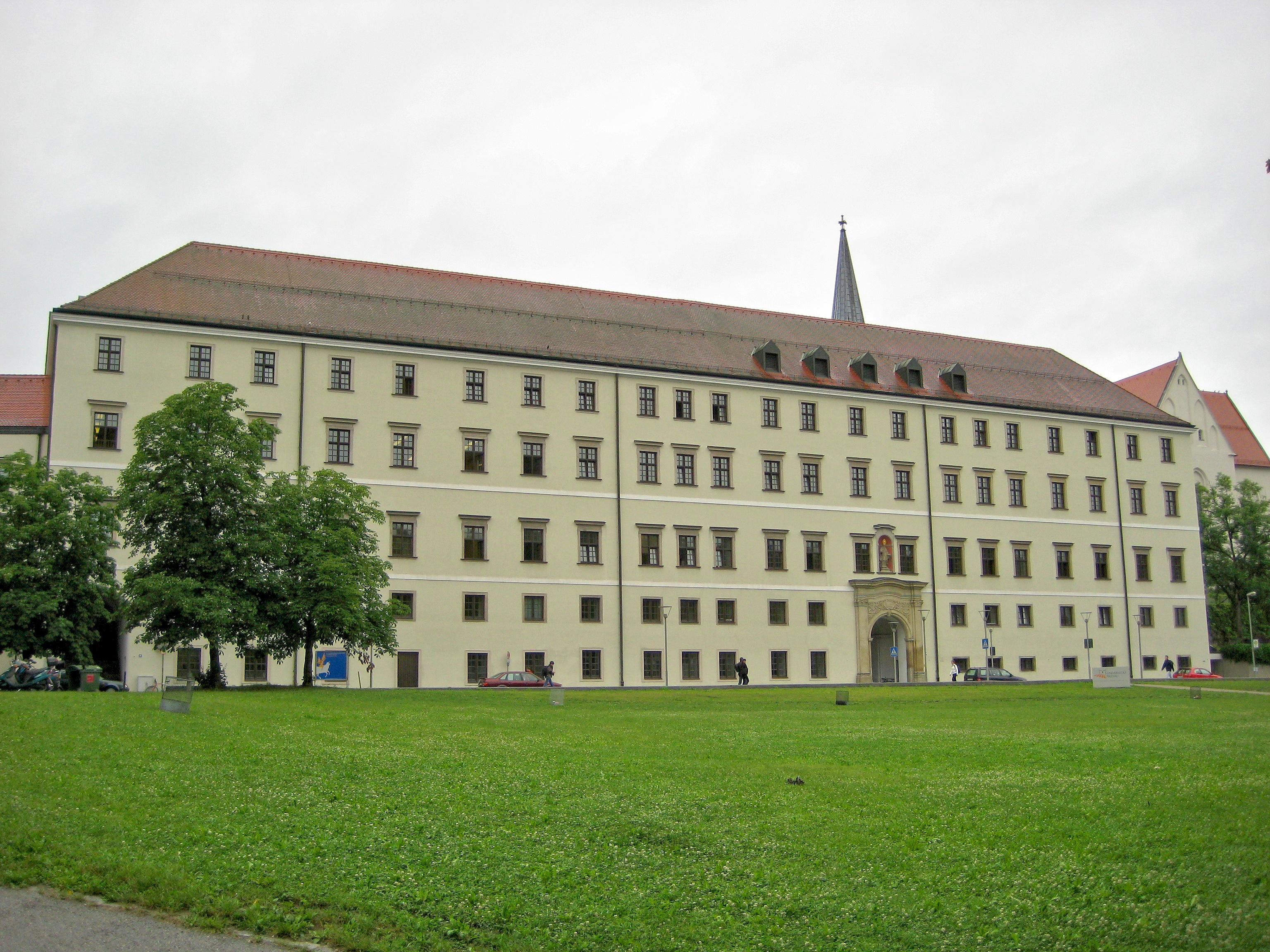
Edificio principal de la Universidad.

La Universidad de Passau fue fundada en 1978, es la más reciente universidad de Baviera. El  campus universitario está ubicado a las orillas del río Eno y acoge a más de 13 000 estudiantes, repartidos en cinco facultades: Teología, Derecho, Ciencias Económicas, Informática y Matemáticas y Filosofía.
La universidad se caracteriza por su carácter internacional, un campus altamente moderno y sus carreras innovadoras. Este centro de estudios superiores cuenta con más de 130 universidades asociadas para programas de intercambio estudiantil, y aproximadamente 500 estudiantes aprovechan estos programas anualmente, una cifra casi única aun dentro de Alemania. De esta misma manera, cerca del 12 % de los estudiantes en Passau son extranjeros, dándole a la universidad una atmósfera internacional.
La Universidad de Passau tiene gran reputación dentro de Alemania, y las carreras de Derecho y Ciencias Económicas gozan de prestigio internacional. Con la carrera "Kulturwirtschaft" (Gerenciamiento Económico Intercultural o Estudios Económicos y Culturales) Passau se hizo famosa en todo el país y es posible encontrar a sus curiosos estudiantes en las esquinas más recónditas del planeta. 
Pese a su juventud, la Universidad de Passau ocupa en los rankings de las universidades alemanas los primeros puestos en las carreras mencionadas anteriormente, así como en otras asignaturas tales como las ciencias políticas o los estudios del sudeste asiático.

## Cultura

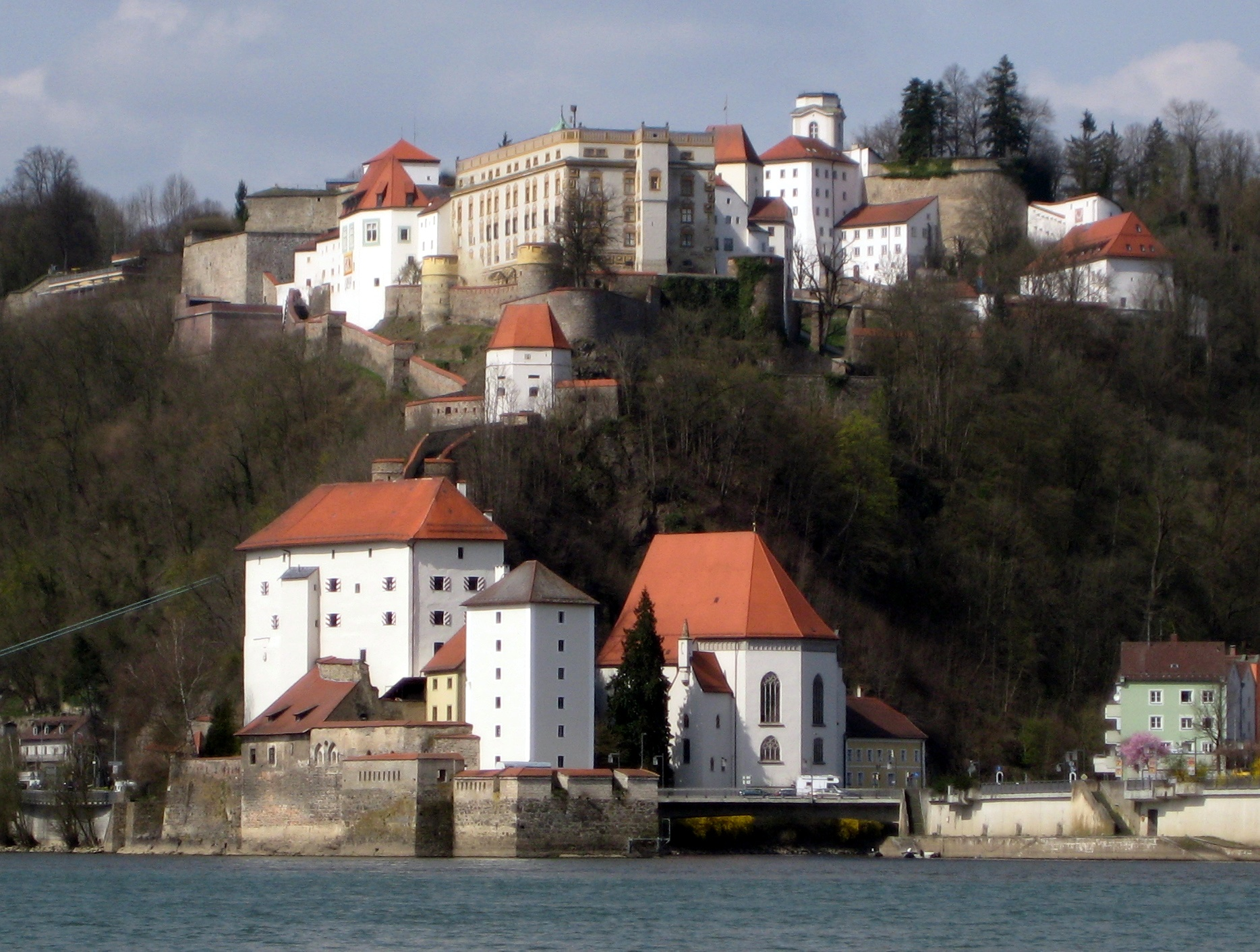
Fortaleza Veste Oberhaus, Residencia del Obispo hasta 1802.

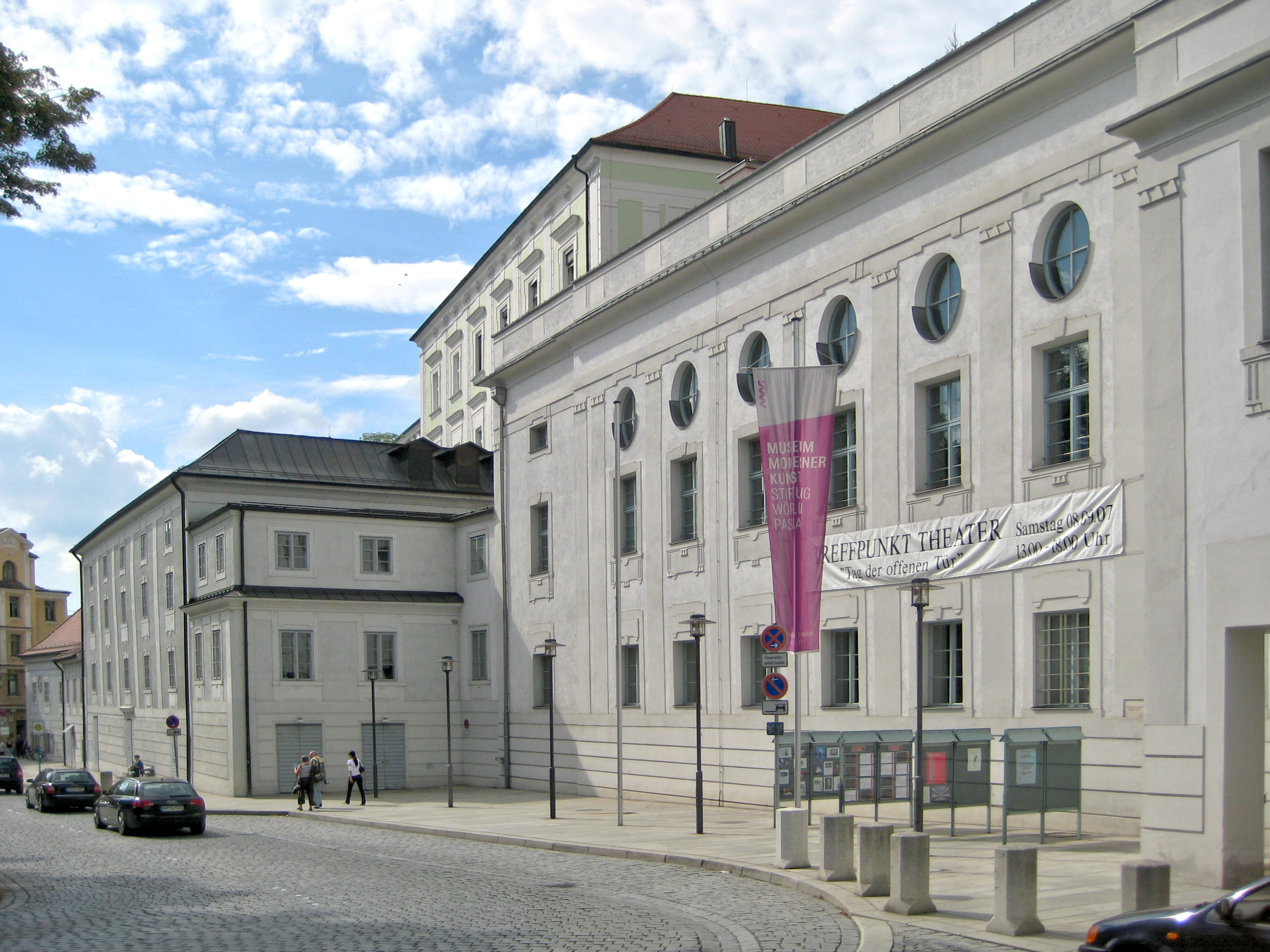
Teatro Redoute.

Passau es una ciudad de museos de gran diversidad: el Museo Diocesano alberga el tesoro de la catedral, el Museo del Vidrio, el Museo del Juguete, el museo 'Castillo Boiotro', el Museo de Historia de la Psicología y el Museo de Arte Moderno.
Desde 1953 se festeja en la ciudad el festival "Semanas Europeas", fundado por oficiales estadounidenses y considerado el primer gran festival de ámbito europeo en la Alemania de la posguerra. Todos los años, artistas célebres participan en el evento. Su director es Pankraz Freiherr von Freyberg y bajo su dirección se celebra el festival en torno a un tema especial. Desde la caída de la Cortina de Hierro, las múltiples presentaciones artísticas del festival se celebran también en la Región de Bohemia Meridional y en la Alta Austria, ganando de esta manera un carácter multinacional.
La ciudad posee un teatro, llamado Redoute, donde se ofrecen presentaciones teatrales, musicales y, ocasionalmente ballet, óperas y operetas. Sus orígenes se remontan a 1645, cuando se creó una sala de baile que finalmente se convirtió en el teatro de hoy en día. La división musical de la compañía estatal del sudeste bávaro se encuentra hospedada en el Redoute, mientras que la división teatral está en Landshut. El teatro consta de dos salas: una de estilo rococó con capacidad para 350 personas y una moderna.
El Passauer Dult se celebra desde 1871 y es una fiesta tradicional, similar al Oktoberfest de Múnich. Tiene lugar todos los años en mayo (Maidult) y septiembre (Herbstdult) en el Dreiländerhalle, el aula polivalente de la ciudad, y los patios adjuntos. Se ofrece comida típica, cerveza, juegos mecánicos, pirotecnia y diferentes atracciones para chicos y grandes. Los visitantes originarios de la región suelen ir vestidos con sus trajes típicos y la música en vivo es asimismo música tradicional bávara.
Scharfrichterhaus es, según la leyenda medieval, la casa del verdugo de la ciudad. Desde los años 1970 alberga un teatro de cabaret, jazz y un cine cultura que se ha hecho famoso en toda Alemania porque ha servido de cuna para talentos de la comedia alemana tales como Bruno Jonas, Hape Kerkeling y Siegfried Zimmerschied.
En 1980, la ciudad fue laureada con el Premio de Europa, una distinción otorgada anualmente por el Consejo de Europa, desde 1955, a aquellos municipios que hayan hecho notables esfuerzos para promover el ideal de la unidad europea.

### Catedral de San Esteban
La catedral de San Esteban (en alemán: Dom St. Stephan) es una iglesia barroca de 1688 en Passau, Alemania, dedicada a San Esteban. Es la sede del obispado de Passau y la iglesia principal de su diócesis.
Desde 730 ha habido numerosas iglesias construidas en el emplazamiento de la catedral. El actual edificio, barroco de alrededor de 100 metros (328 pies) de largo, fue construido entre 1668 y 1693, después de un incendio en 1662 que destruyó el edificio predecesor, del que tan sólo se conservó la parte oriental del gótico tardío. El plan general de la catedral fue ideado por Carlo Lurago, su decoración interior es de Giovanni Battista Carlone y sus frescos de Carpoforo Tencalla.

### Ruta cicloturista del Danubio
Tramo de Alemania